# Mesnil-sur-l'Estrée
Mesnil-sur-l'Estrée é uma comuna francesa na região administrativa da Normandia, no departamento de Eure. Estende-se por uma área de 5,77 km². Em 2010 a comuna tinha 919 habitantes (densidade: 159,3 hab./km²).